# Pete Henderson
Pete Henderson (ur. 18 lutego 1895 roku w Arran, zm. 19 czerwca 1940 roku w Los Angeles) – kanadyjski kierowca wyścigowy.

## Kariera
W swojej karierze Henderson startował głównie w Stanach Zjednoczonych w mistrzostwach AAA Championship Car oraz towarzyszącym mistrzostwom słynnym wyścigu Indianapolis 500. W drugim sezonie startów, w 1916 roku raz stanął na podium. Z dorobkiem 667 punktów został sklasyfikowany na ósmej pozycji w klasyfikacji generalnej. W tym samym roku ukończył Indy 500 na szóstej pozycji. Rok później odniósł jedno zwycięstwo. Uzbierane 215 punktów dało mu dwunaste miejsce w klasyfikacji mistrzostw. W 1920 w Indy 500 był dziesiąty. Dorobek czternastu punktów uplasował go na osiemnastej pozycji klasyfikacji generalnej.